# LaGrange (Arkansas)
Pour les articles homonymes, voir LaGrange.
LaGrange est un village situé dans l’État américain de l'Arkansas, dans le comté de Lee.